# Publicité de l'administration

## Principe
L’administration belge a pour obligation en matière de :

### Publicité active
1. de tenir à la disposition à tout demandeur un formulaire qui expose ses compétences, son organisation et son fonctionnement.
2. de mentionner sur toute correspondance les coordonnées de la personne susceptible d’apporter des informations et des précisions quant au traitement d'un dossier spécifique.
3. d'indiquer sur toute notification d’une décision les voies et moyens de recours contre cette décision.

### Publicité passive
(consultation d'un document administratif sur place ou via une copie. Cette dernière pouvant être refusée selon des critères précis. Notamment en cas de :
1. la sécurité de la population
2. les libertés et les droits fondamentaux des administrés
3. l’ordre public
4. la recherche ou la poursuite de faits punissables
5. les relations internationales de la Région
6. un intérêt économique ou financier de la Région
7. Dans la plupart des cas, en cas d'atteinte à la vie privée, à une obligation légale, à un secret d'une délibération du pouvoir exécutif concerné.